# Princípio da exclusão competitiva

O deslocamento do caráter ocorre quando espécies similares que vivem na mesma região geográfica e ocupam nichos similares diferenciam-se para minimizar a sobreposição de nicho e evitar a exclusão competitiva.

O princípio da exclusão competitiva ou, como também é chamado, Lei de Gause, é uma proposição que afirma que, em um ambiente estável no qual os indivíduos se distribuem de forma homogênea, duas espécies com nichos ecológicos parecidos não podem coexistir, devido a pressão evolutiva exercida pela competição. De acordo com esse princípio, um dos competidores terminará por sobrepujar ao outro, o que pode acarretar mudanças morfológicas, comportamentais, deslocamento de nicho ecológico ou até mesmo a extinção da espécie em desvantagem. Em suma, o que esse conceito quer dizer é que competidores completos não podem coexistir. . Este termo foi formulado por Georgy Gause, um ecólogo russo que desenvolveu experimentos com culturas de duas espécies de protistas, em 1934. .

## Histórico

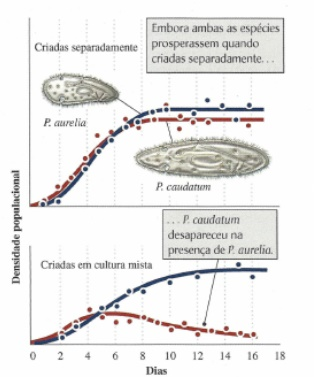
Resultados do experimento conduzido por Gause, que marca a evolução dos estudos sobre o princípio da exclusão competitiva. (RICKLEFS, 2010)

Em 1934, o ecólogo russo Georgy Gause, aos 22 anos de idade, fez experimentos que garantiriam embasamento científico ao princípio da exclusão competitiva, inicialmente descrita por Volterra no ano de 1926. Em seu experimento, Gause cultivou duas espécies de protistas - Paramecium aurelia e Paramecium caudatum - separadamente e com os mesmos recursos disponíveis. O resultado observado foi o crescimento e estabelecimento de uma população estável de ambas as espécies. Porém, ao cultivá-las juntas, a P. caudatum foi levada a extinção. A espécie de protista P. aurelia possuía um crescimento populacional mais rápido que a P. caudatum, tal característica deu uma vantagem evolutiva para ela no uso dos recursos limitantes. Comprovando que as duas espécies dependentes de um mesmo recurso não podem existir simultaneamente, sendo que o competidor menos adaptado será eliminado.
A denominação "exclusão competitiva" foi dada por Hardin em 1960.

## Princípio de Volterra-Gause
Embora o princípio da exclusão competitiva tenha sido proposto por Gause em 1934, antes disso Vito Volterra, em 1926 já postulava ideias sobre este conceito, através da criação de um modelo matemático simples, que indicava que a coexistência de duas ou mais espécies, competindo por um recurso limitante e específico, seria impraticável. Esse princípio ficou popularmente conhecido como “princípio de Gause”, porém autores importantes como Hutchinson e MacArthur reconheciam, de forma mais justa, como “princípio de Volterra-Gause”. Vários cientistas, como MacArthur e Levins (1964), Hutchinson (1957) e Chesson (1991; 2000) por exemplo, estenderam o princípio de Volterra-Gause, acrescentando outros fatores que possibilitavam ou impediam o uso sustentável de recursos limitantes por espécie (GIACOMINI, 2007). 

## Paradoxo de Plâncton

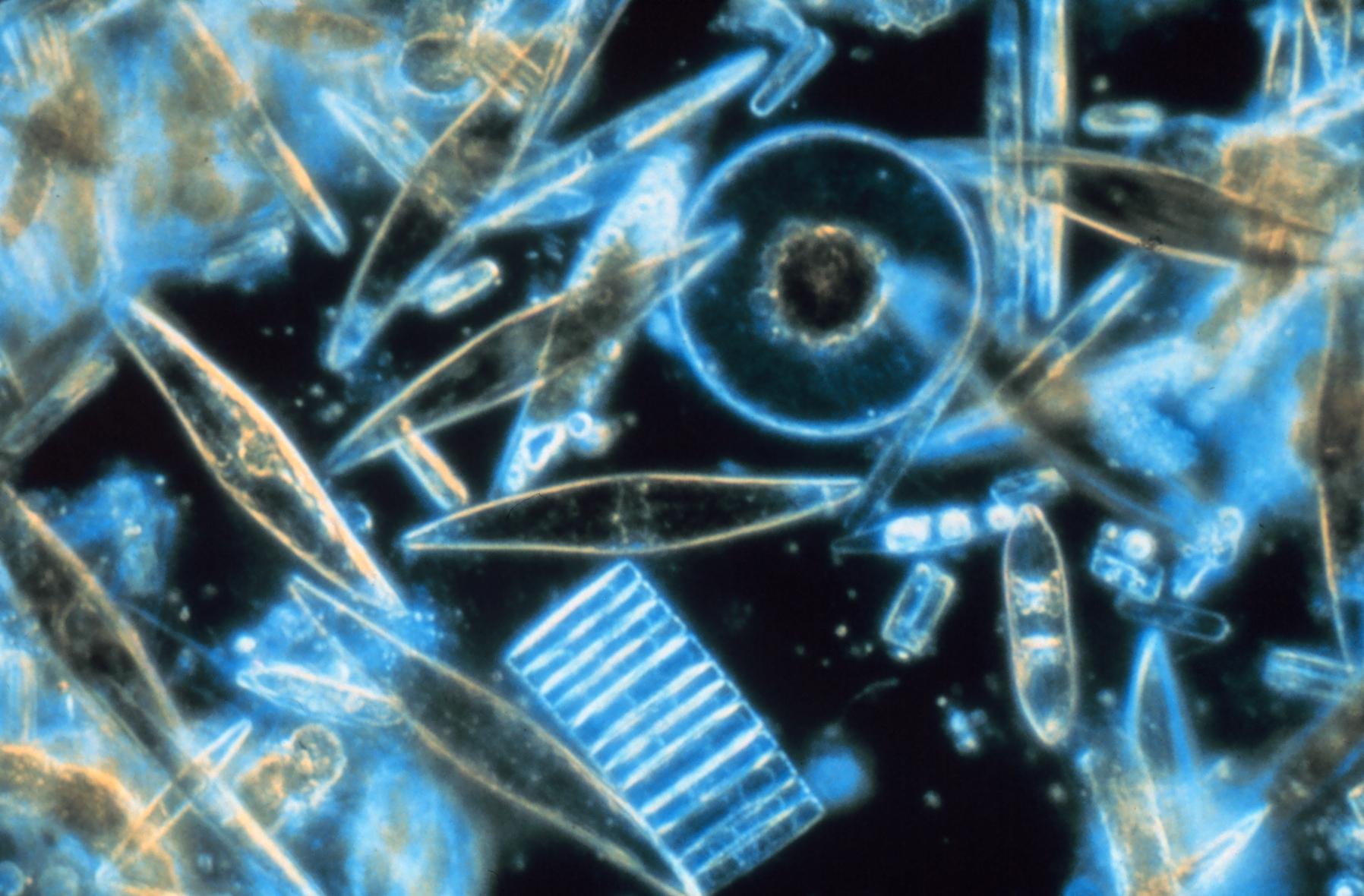
As diatomáceas marinhas estão entre os muitos organismos planctônicos que paradoxalmente parecem violar o princípio da exclusão competitiva.

Existe uma exceção ao princípio da exclusão competitiva que foi apresentada em 1961 pelo ecólogo anglo-americano George Evelyn Hutchinson, que ficou conhecido como o paradoxo de plâncton. Ele observou que em ambientes marinhos e dulcícolas havia grande variedade de organismos que compunham o fitoplâncton, todos eles dependentes dos mesmos recursos, que seriam basicamente luz e nutrientes. O grande questionamento foi sobre como essas espécies conseguem coexistir, disputando os mesmos recursos, sem que uma exclua a outra .
A hipótese que melhor explica essa pergunta é que nesses casos não há constância de disponibilidade de recursos, e a exclusão competitiva acontece quando o ambiente está equilibrado. No caso de ambientes aquáticos, a movimentação das águas, diferenças de temperatura e densidade, fazem com que os recursos não fiquem distribuídos de forma homogênea. Também pode haver uma predação constante de espécies abundantes do fitoplâncton pelos organismos zooplanctônicos, o que impede que essas de predominar sobre outras. Além desses fatores, muitas espécies de fitoplâncton são produtoras de toxinas, o que ajuda a compensar a desvantagem em relação às espécies mais abundantes e aos predadores.

## Coexistência

1: mostra uma espécie de pássaro (amarelo) menor que originalmente procura por insetos em toda a árvore 2: uma espécie invasora (vermelha) maior e mais forte é introduzida e compete pelos recursos. 3. A espécie amarela então se adapta ao novo nicho e as duas aves prosperam sem concorrência.

Se a exclusão competitiva fosse regra majoritária e unânime na natureza, não teríamos tamanha diversidade de espécies que existem no planeta. Tal diversidade se deve a processos dinâmicos de extinção, especiação e adaptação que permitem a coexistência, sobreposição espaço-temporal , das espécies sem que sejam necessariamente levadas a extinção pela existência da outra ou pelo fato de nem todos os recursos serem limitados, como as águas dos oceanos que abrigam milhares de peixes ou CO2 atmosférico usado na fotossíntese. 
Sabe-se que a competição é uma força estruturadora de ambientes e essa interação afeta diretamente a distribuição e a abundância das espécies, entretanto, a competição apenas, não é determinante na composição de espécies da comunidade. Diante dessa premissa, entende-se que as espécies podem desenvolver modificações em suas atividades cotidianas, possibilitando a sua coexistência. (GIACOMINI, 2007).

### Mecanismos de coexistência
Essas modificações são objeto de estudos para pesquisadores que propõem mecanismos de coexistência alternativos. Dois desses pesquisadores foram Haig e Maynard Smith (1972). Eles defendiam que em determinadas condições duas espécies podem coexistir predando uma mesma, se, preferencialmente, os estágios de vida do animal predado forem diferentes. 
Mecanismos que atuam diminuindo a sobreposição dos nichos ecológicos (aumentam as diferenças nos nichos da espécies) são conhecidos como estabilizadores, enquanto os mecanismos que atuam diminuindo a competitividade entre os competidores são chamados de equalizadores.
Os estudos sobre esse assunto são complexos pois os sistemas naturais sofrem influências de fatores importantes que culminam na coexistência das espécies. Boa parte dos modelos clássicos são simplistas, não levando em consideração o espaço nem as mudanças no ambiente, assumindo que os sistemas são contínuos e homogêneos   

### Repartição de recursos
Espécies com nichos semelhantes precisam adotar algumas estratégias comportamentais para que possam coexistir no mesmo ambiente. Dentre essas medidas podemos observar a alternância do horário de forrageio, de localização e do tipo de alimentação.
Tais diferenças de nichos ecológicos são cruciais para contra-balancear e equilibrar o sistema analisado. Como no caso de duas espécies que compartilham dois recursos em comum. Se a produtividade de uma dessas espécies depende preferencialmente de um desses recursos, de forma a utiliza-lo intensamente diminuindo sua disponibilidade no ambiente, este será um fator limitante dessa espécie. Se a outra espécie tiver uma relação parecida com o outro recurso, na mesma intensidade e proporção, a coexistência será possível, pois cada espécie limitará de forma mais acentuada o seu próprio crescimento segundo o uso do recurso limitante do que o crescimento da outra.
Esse exemplo citado envolve um sistema simétrico no uso do recurso, porém quando esse uso é assimétrico, a relação muda. Se uma dessas espécies possui menor mortalidade ou maior produtividade ao utilizar o recurso , poderá ter um aumento populacional grande suficiente para super-explorar o outro recurso do qual a segunda espécie é altamente dependente, impossibilitando a coexistência, podendo causar a extinção ou o aumento na taxa de mortalidade populacional da espécie em desvantagem.

### Exemplos de coexistência

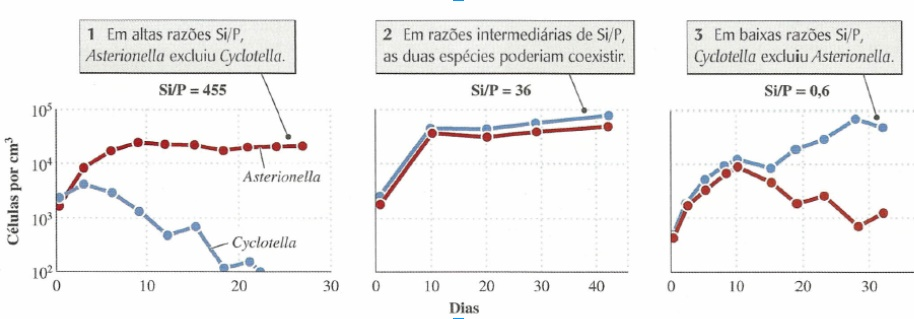
Resultados encontrados no experimento com dois gêneros de diatomáceas, conduzido por Tilman, em 1977 (RICKLEFS, 2010)

• Em 1977 foi realizado um estudo por George Tilman no qual ele mostra que as espécies podem coexistir, caso os recursos limitantes a elas sejam diferentes. Ele inseriu em meio de cultivo adequado, duas espécies de diatomáceas do gênero Asterionella e Cyclotella. As duas espécies demandam silício para produção de suas conchas externas e fósforo para sintetizar os fosfolipídeos da membrana, DNA e outras moléculas. Entretanto, a demanda relativa podem ser diferentes para as espécies. Enquanto que a Cyclotella é limitada pela proporção Si/P=6, a Asterionella é limitada pela concentração Si/P=90.  As espécies foram cultivadas juntas em três tratamentos, um com altas razões (Si/P=455), um com concentração intermediária (Si/P=36) e um com baixas concentrações (Si/P=0,6). Em razão elevada de Si/P, observou que a Asterionella excluiu a Cyclotella. Em concentrações intermediárias de Si/P  as espécies coexistiram, já que a Asterionella estava sendo limitada pela concentração de silicato e a Cyclotella sendo limitada pela concentração de fosfato. Em concentrações baixas de Si/P a Cyclotella excluiu a Asterionella. Isso deve-se ao fato da Cyclotella usar o silício de forma mais eficiente, sendo capaz de aumentar sua população mesmo em condições mais baixas de fornecimento de silicato. 

• Um estudo realizado em Sooretama - ES, mostrou que espécies próximas de morcegos dentro de algumas guildas alimentares (insetívoros e nectarívoros) utilizam a segregação horária das suas atividades como estratégia para amenizar a competição e possibilitar a coexistência das espécies. Já os morcegos frugívoros, devido a grande disponibilidade de alimento, não adotam esse comportamento (PIMENTA, 2013). 

• Outro estudo realizado na Grande Bacia de Nevada no oeste dos Estados Unidos, analisa duas espécies de esquilos: Eutamias dorsalis e E. umbrinus. Neste local existem duas cadeias de montanhas, onde somente uma das espécies ocorre em grande número. Há também algumas regiões onde as duas espécies se encontram, porém, nessas áreas a distribuição das populações são limitadas pela exclusão competitiva. Isso ocorre porque ambas possuem os mesmos hábitos alimentares e esse recurso é limitado, já que se alimentam de frutos e sementes e a quantidade e variedade destes dependem da época do ano .